# Sue Schlatter
Sue Schlatter es una deportista canadiense que compitió en duatlón. Ganó una medalla de plata en el Campeonato Mundial de Duatlón de 1992.

## Palmarés internacional
| Campeonato Mundial | Campeonato Mundial   | Campeonato Mundial | Campeonato Mundial |
| Año                | Lugar                | Medalla            | Prueba             |
| ------------------ | -------------------- | ------------------ | ------------------ |
| 1992               | Fráncfort (Alemania) | Medalla de plata   | Individual         |